# Ålforo
Ålforo  est une île norvégienne du comté de Hordaland appartenant administrativement à Fitjar.

## Description
Rocheuse et désertique, elle s'étend sur environ 6,8 km de longueur pour une largeur approximative de 1,592 km.